# واردل (میزوری)
واردل (به انگلیسی: Wardell) یک شهر در ایالات متحده آمریکا است که در شهرستان پمیسکات، میزوری واقع شده‌است. واردل ۰٫۷۳ کیلومتر مربع مساحت و ۴۲۷ نفر جمعیت دارد و ۸۴ متر بالاتر از سطح دریا واقع شده‌است.